# باکلند ۱۲۶۸۸
سیارک ۱۲۶۸۸ (به انگلیسی: 12688 Baekeland، نامگذاری:1988CK4) دوازده هزار و ششصد و هشتاد و هشتمین سیارک کشف شده‌است که در ۱۳ فوریه ۱۹۸۸ کشف شد.
قدر مطلق سیارک برابر ۲۶.۹ است.